# Atik Chihab
Atik Chihab est un footballeur marocain né le 25 mai 1982 à Casablanca. Son club formateur est le Racing de Casablanca. Il joue actuellement avec le Maghreb de Fès.

## Carrière
- 2005 - 2006 : Racing Casablanca  Maroc
- 2006 - 2012 : FAR de Rabat  Maroc
- 2012 - 2013 : Ittihad Riadhi de Tanger  Maroc
- 2012 - 2013 : Raja de Beni Mellal  Maroc
- 2014 - 2017 :  Jeunesse sportive de Kasbat  Maroc
- 2017 - 2018 :  Chabab Atlas Khénifra  Maroc
- 2018 - 01-01-2019 :  MAS Fès  Maroc

## Palmarès
- Finaliste de la Coupe de la CAF en 2006 avec les FAR de Rabat
- Champion du Maroc en 2008 avec les FAR de Rabat
- Vainqueur de la Coupe du Trône en 2007, 2008 et 2009 avec les FAR de Rabat